# Chiesa di San Giovanni Battista (Lecce, Stadio)

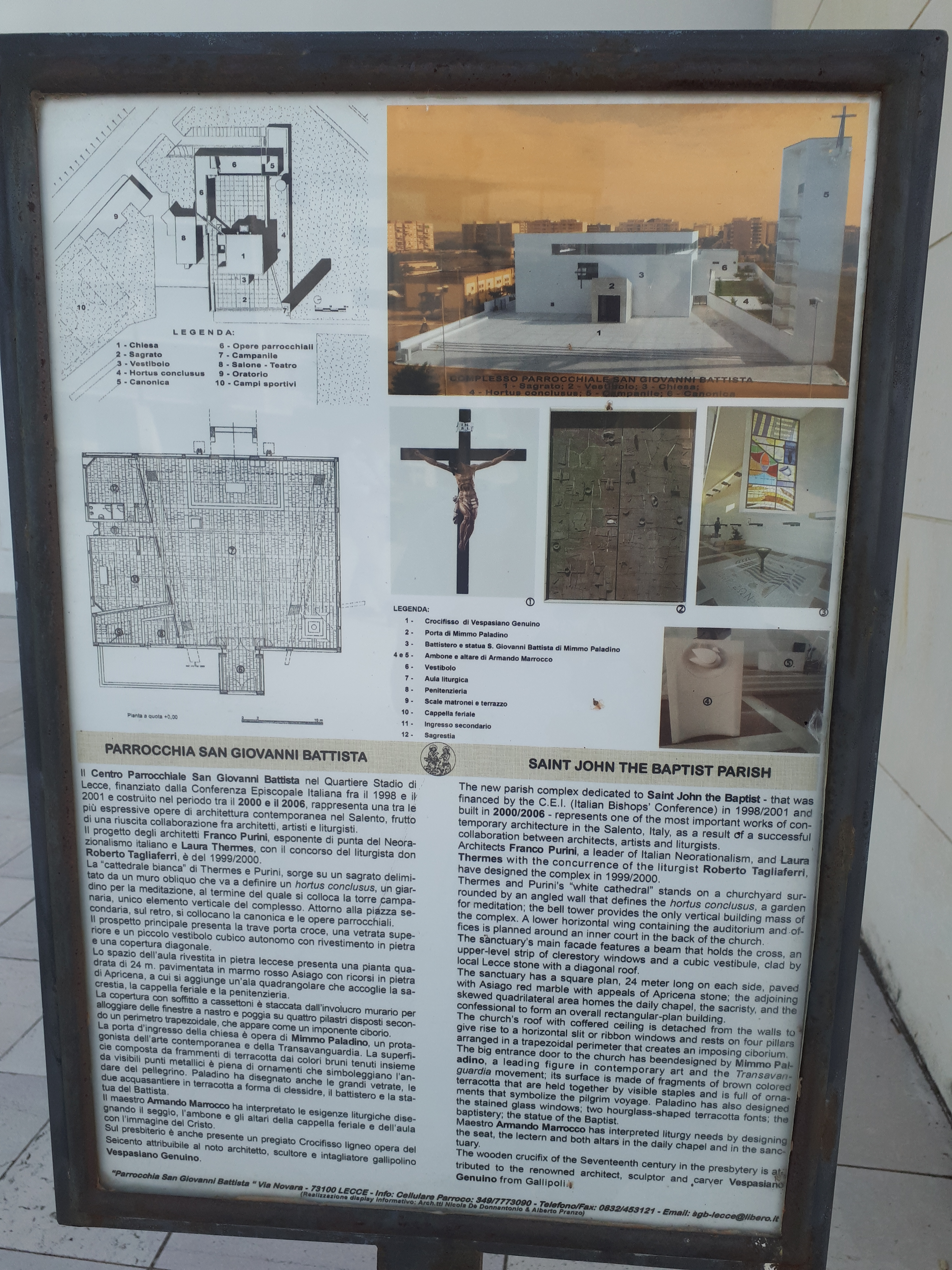
Descrizione semplificata della chiesa di San Giovanni Battista

La chiesa di San Giovanni Battista è una chiesa del quartiere Stadio o 167 di Lecce. Ottimo esempio di architettura contemporanea del Sud Italia, è il frutto di una riuscita collaborazione tra architetti, artisti e liturgisti. Il progetto è di Franco Purini, Laura Thermes e Adriano Cornoldi.
Costruita tra il 2000 ed il 2006, al suo interno racchiude inestimabili opere d'arte di Mimmo Paladino e Armando Marrocco.

## Storia
La parrocchia di San Giovanni Battista trova la sua ubicazione nell'omonimo quartiere della città di Lecce (meglio conosciuto come quartiere Stadio o 167), con la traslazione del titolo di parrocchia dall’antica chiesa seicentesca costruita dal 1691 al 1728 nel centro storico, cuore del barocco leccese.
Il trasferimento della parrocchia intitolata al “Battista” dal centro alla periferia della città avvenne per volere del dall’Arcivescovo di Lecce Michele Mincuzzi, il 4 settembre 1982 ed attuata con decreto arcivescovile.
Localizzata in un insediamento di edilizia economica e popolare realizzato negli anni settanta, caratterizzato da manufatti disposti secondo un disegno poco strutturato, la chiesa di San Giovanni Battista è chiamata ad svolgere il ruolo di catalizzatore spaziale ed i ruolo urbano, proponendosi come il segno emergente di una comunità priva di elementi architettonici capaci di consentire ad essa di riconoscersi. 
Il grandioso progetto venne finanziato dalla Conferenza Episcopale Italiana tra il 1998 ed il 2001 con progetto affidato allo studio di architettura, rinomato a livello internazionale, di Franco Purini e sua moglie Laura Thermes, esponenti di spicco del neo razionalismo italiano ed in particolare della cosiddetta architettura disegnata. Ha collaborato alla progettazione il liturgista don Roberto Tagliaferri.
Prima dell’attuale collocazione, la parrocchia era operativa nel quartiere occupando alcuni ambienti di proprietà dell’Istituto Autonomo Case Popolari. Nel 1990, fu costruita una struttura provvisoria più capiente e dignitosa: una grande aula che ha avuto funzione di chiesa (attualmente adibita a salone parrocchiale e visibile a destra dell’attuale chiesa) ed altre quattro aule per la sacrestia e la catechesi. Accanto a questo edificio sono poi sorte alcune strutture sportive che hanno costituito la base per la realizzazione dell’oratorio nel 1998.
Il 23 ottobre 2000 iniziarono i lavori per la costruzione del nuovo complesso parrocchiale, che copre attualmente una superficie di 800 mq. Dopo 24 anni dal trasferimento della parrocchia dal centro al quartiere Stadio, il 24 giugno 2006 l’Arcivescovo Sua Ecc. Mons. Cosmo Francesco Ruppi, insieme al Parroco Mons. Nicola Macculi, consacrarono solennemente la nuova Chiesa integrata nel complesso dei servizi pastorali alla numerosa presenza  di abitanti del quartiere.
La  presenza della Chiesa, preziosa dal punto di vista artistico, ben si armonizza con il contesto di un quartiere ai margini della città, ed ha stimolato un processo di grande rinnovamento e riqualificazione testimoniato dal progetto d’arte urbana 167, che ha consentito di realizzare nell'ottobre del 2017, favolosi murales sulle facciate dei palazzi: vere opere d’arte di qualificati Street artist e realizzare il “muro che unisce”,  sul muro di cinta dei campetti sportivi dell’oratorio lungo 250 metri, uno dei murales più lunghi d’Italia.
La Chiesa di San Giovanni Battista ed il suo centro parrocchiale è oggetto di adozione da parte dell’Istituto Comprensivo Stomeo-Zimbalo dal 2017 nell’ambito del progetto nazionale della Fondazione Napoli99 “La  scuola adotta un Monumento”. Nell'anno scolastico 2018/2019 l'adozione ha riguardato anche  la parte del complesso occupata dall'hortus conclusus, attraverso un percorso di formazione, con attività pratiche di orticultura e giardinaggio sociale sul frutteto e su alcune  piante officinali.

## Descrizione

### Esterno
Il corpo di fabbrica che interessa la chiesa ha forma rettangolare e copre una superficie complessiva di 799,92 mq.
La facciata formata dall’articolazione di più corpi, rivolta verso la strada, si apre su di un sagrato pavimentato in pietra di Apricena.
Essa, nella sua semplicità e linearità, presenta una croce posta asimmetricamente a sinistra e più in alto rispetto all’ingresso principale della chiesa, il quale è inglobato in un vestibolo cubico, rivestito in pietra leccese che ospita la grande porta in terracotta e una serie di finestre a nastro.
Il maestoso portale in terracotta, ideato da Mimmo Paladino rappresenta il passaggio dallo spazio urbano a quello di culto, tra il finito e l’infinito, tra l’umano e il divino. L’artista conferisce all’azione del passaggio il significato dell’essere pellegrino, status fondamentale del credente.
Gli imponenti battenti sono realizzati dall’assemblaggio di irregolari pannelli ceramici dal color della terra, trattenuti l’un l’altro da punti metallici, sulla cui superficie si susseguono diversi segni simboleggiati da scarpe, ciotole, coppe, profili, sagome, conchiglie e pesci.
Il campanile è collocato in posizione isolata ed è l’unico elemento a struttura verticale che si contrappone all’orizzontalità dell’intero complesso.
E’ un parallelepipedo alto 27 metri e 30 composto da tre elementi strutturali alla cui sommità è posta una grande croce. La scala composta da 126 gradini porta alla sua sommità dove sono ospitate 2 campane collocate in momenti diversi.
Sul retro della chiesa sono collocate la canonica, le opere parrocchiali attorno ad una piazza delimitata  sul lato destro da un muro obliquo che va a definire un hortus conclusus collegato alla torre campanaria. E' una "stanza aperta", luogo di meditazione e preghiera, isolato dal mondo esterno dove sono state messe a dimora diverse essenze arboree e piante officinali tipiche del Salento.

### Interno
Il progetto affidato allo studio Purini/Thermes ha visto l’architetto Purini impegnato a realizzare uno spazio accogliente in grado di “radunare l’assemblea intorno all’altare, enfatizzando con l’azione stessa del raccogliersi intorno ad esso, il valore liturgico della sua centralità. La chiesa realizzata diventa così l’edificio che più di ogni altro parla al cuore dell’uomo perché riesce a trasmettere a chi vi accede una liturgia capace di fare incontrare Cristo”.
Caratterizzato da un’unica aula liturgica l'interno si estende su una superficie di 597,80 mq; una pianta quadrata costruita su un modulo di sei metri, con ventiquattro metri di lato,  che genera  nelle tre dimensioni un ambiente pari alla metà di un cubo, definito alla sommità da un’armatura di alte travi, che formano un cassettonato dai profondi lacunari. La copertura, staccata dall’involucro murario per mezzo di una fenditura orizzontale che consente alla luce di entrare solennemente all’interno, si poggia su quattro pilastri, un numero che richiama simbolicamente i quattro Evangelisti
In tutta la struttura il progettista ha utilizzato "l’intonaco, la pietra leccese, la pietra calcare ed il marmo di Trani, materiali usati per dare risalto e plasticità all'intera volumetria dell’opera stimolati dalla calda e nitida luce del Salento che riescono ad esprimere un’eccellente rappresentazione scenografica creando all'interno e all'esterno della chiesa un'atmosfera che trascende di bellezza e mistica sacralità".

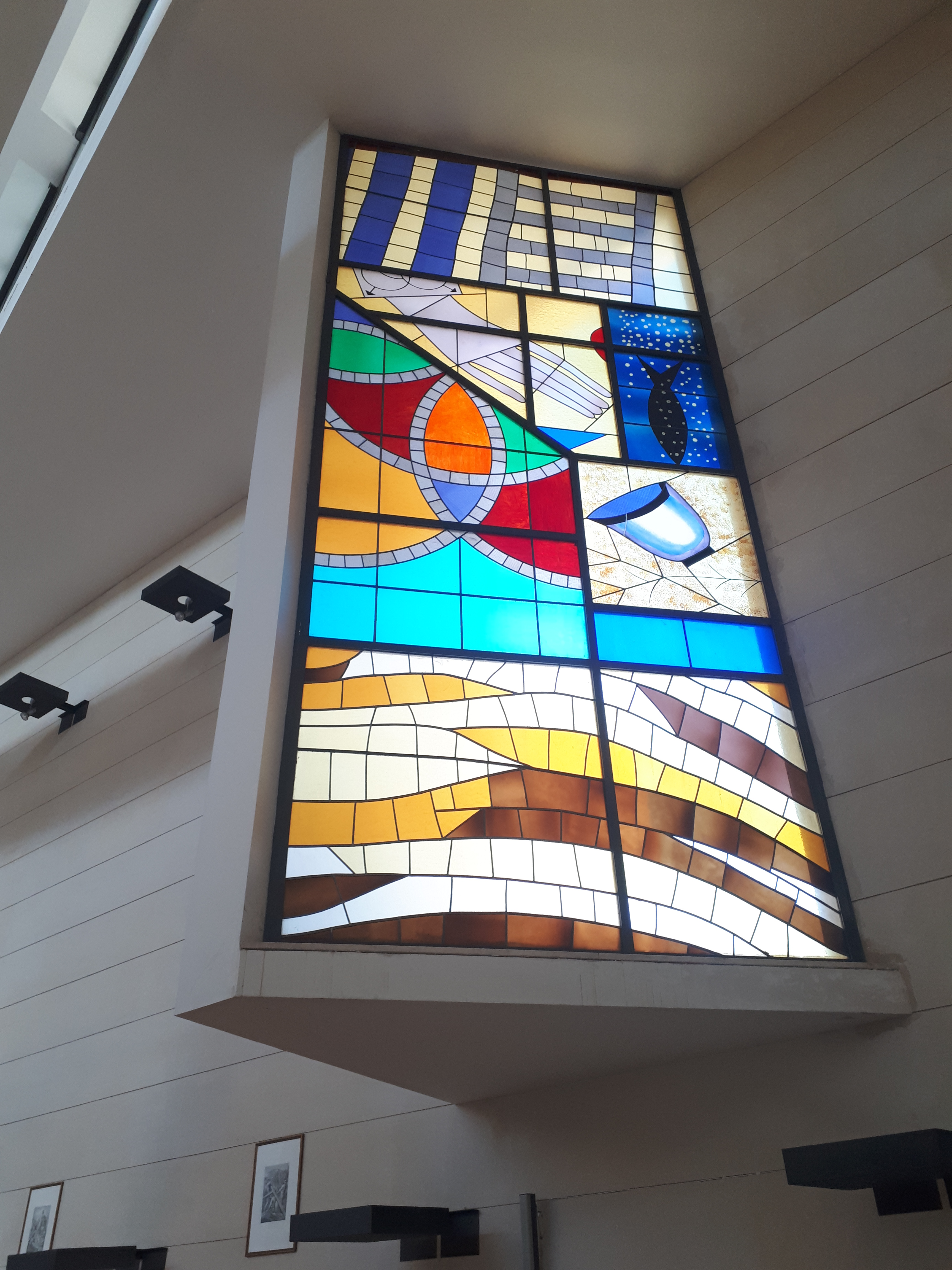
Tarsie di luce

La costante presenza della luce solare, che penetra dalle tante finestre che circondano la sommità dell’aula, alcune di esse realizzate dall’eclettico artista Mimmo Paladino -  sono decorate con meravigliosi mosaici sulle quali  tra motivi geometrici,  risaltano con vividi colori simboli della cristianità.
Il rapporto tra luce e materia, di forte carica simbolica,  i  magistrali giochi di luce e di ombre non  sono casuali ma voluti dal Purini ed inseriti nel suo progetto  per esaltare  la spiritualità del luogo.
Le opere dell’edificio e quelle relative agli arredi sacri, affidate inizialmente allo scultore Giò Pomodoro, sono state realizzate da Mimmo Paladino e Armando Marrocco a causa dell’improvvisa morte del primo avvenuta nel 2002.
Superata la porta bronzea, entrando si trovano le acquasantiere, opere in terracotta di limitata grandezza a forma di clessidra, incise ad oro, sulle quali sono raffigurati i simboli del Cristianesimo quali l’acqua, i pesci, la croce, la scala, l’ulivo, l’A e l’Ω e le lettere G e B per Giovanni Battista.
A ridosso dell’entrata, nella parte destra dell’aula si può ammirare il Battistero: uno spazio autonomo ma armoniosamente inserito nel complesso dell’aula; il fonte battesimale è un essenziale calice di marmo immerso in una luce dorata e diffusa di vibrazioni cromatiche provenienti da una vetrata colorata; ci si trova dinanzi ad un mosaico inserito in un’area quadrangolare a due livelli di poco più profondi dove è raffigurata l’acqua in cui sono immersi dei pesci, esseri vivi che vivono sott’acqua ma non annegano e che simboleggiano il Cristo morto ma che resta vivo; una conchiglia simbolo di prosperità e di rinascita ed associata al mare simbolo del grembo materno; sul lato principale, invece, è riportata l’iscrizione simbolica UΔΩP ZΩN “vivere con l’acqua” ossia ritornare a Cristo; infine, sul lato opposto è raffigurato un ramoscello d’ulivo segno universale di pace e di concordia. Come le acquasantiere anche quest’opera è stata realizzata dal Paladino.

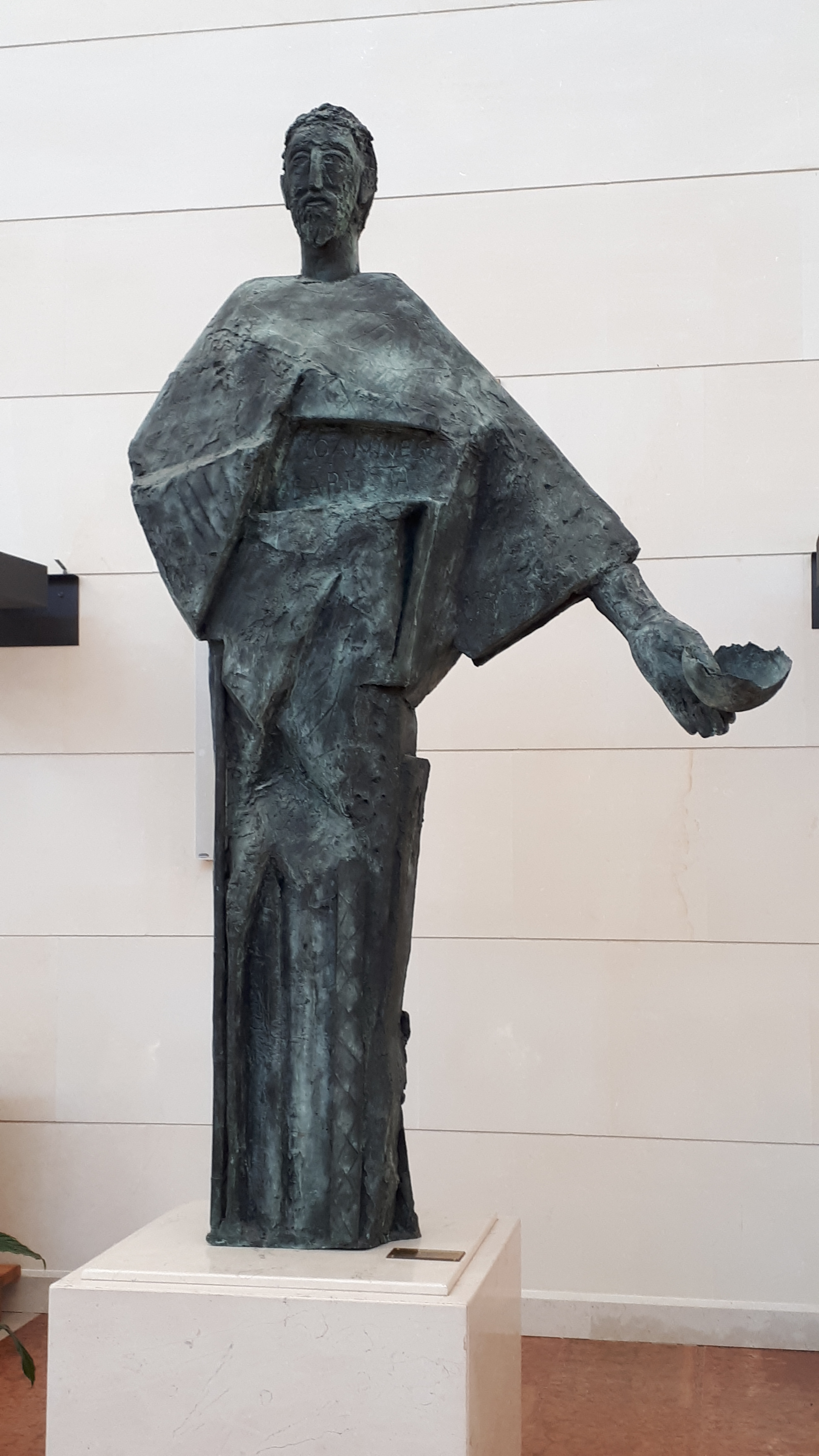
Scultura di San Giovanni Battista, opera di Paladino

Proseguendo sulla destra, oltre il Battistero, si può ammirare un altro capolavoro del Paladino: la statua dedicata alla figura cui la chiesa è intitolata: San Giovanni Battista, ultimo profeta e primo santo del Nuovo Testamento. La statua in bronzo ad altezza naturale, è di una sconcertante bellezza per la sua compostezza e semplicità. L’immagine scarna, con pochi tratti scolpiti per definire le sue vesti, con uno sguardo austero forse nell’atto di contemplare il “Mistero fatto Carne" prima del Battesimo, presenta il braccio sinistro – sollevato, nella direzione del Battistero e con la mano sorregge la ciotola per raccogliere l’acqua. Con vigore e di grande potenza espressiva lungi dall’essere rappresentato come un anacoreta spettinato e sofferente, si presenta quasi fosse un sacerdote e l’apparente durezza del volto nasconde una profonda dolcezza.
A sinistra dell’aula, in direzione opposta alla statua di san Giovanni Battista, vi è la Cappella feriale dedicata alle celebrazioni quotidiane e luogo più adatto alla preghiera personale. In essa è custodito il Tabernacolo inserito in una colonna, di marmo di Trani, alta due metri, alla cui sommità è in incisa la frase “Ecce Agnus Dei”. Al suo interno il presbiterio è sollevato di un gradino rispetto al pavimento e sull’ambone sono incise la prima e l’ultima lettera dell’alfabeto greco: l’alfa e l’omega, il principio e la fine di tutto.
Al suo interno la luce ordisce come un arazzo da una vetrata collocata all’angolo di fondo a sinistra, inoltre questa è ben illuminata in quanto vi è la presenza, sul lato destro, di una grande finestra che partendo dal soffitto a mezz’altezza permette alla luce di cadere diffusamente a pioggia.
Nella parte centrale e più interna della chiesa è collocato, su uno spazio elevato di tre gradini, il presbiterio al centro del quale si può ammirare il bellissimo altare come nucleo principale e alla sua destra la cattedra affiancata da altri sedili. Sul lato opposto, l’ambone sul quale domina nella parte frontale una colomba scolpita dal maestro Marrocco e che simboleggia la salvezza ed una nuova era di pace tra Dio e gli uomini, ma al contempo rappresenta lo Spirito Santo.
Entrambi gli altari, opere del Marrocco, raffigurano al centro della mensa eucaristica un agnello come simbolo sacrificale per eccellenza.
Di fronte all’entrata, come in un grande abbraccio è posto l'imponente Crocifisso, un tempo collocato nel Duomo. Dalla Cattedrale provengono anche i due battenti del portale di ingresso appoggiati alle pareti vicino al portale del Paladino. Il Crocifisso ligneo nel 2015 ha subito un delicato intervento di restauro a cura del maestro Marco Tommaso Fiorillo, che ha riportato alla luce l’antica policromia. Di straordinaria espressività il Cristo sulla Croce mostra indifese le sue ferite all’umanità. Di datazione incerta  la sua realizzazione potrebbe collocarsi tra il XVI ed il XVII secolo. Anche l'attribuzione dell'opera è incerta, forse di Vespasiano Genuino, scultore gallipolino, che all’indomani del Concilio di Trento era divenuto famoso per la sua feconda produzione di Crocifissi. Nell’androne di ingresso alle sale parrocchiali, una gigantografia ritrae, in foto, il medesimo straordinario Cristo in Croce. La fotografia realizzata da don Gerardo Ippolito, che tra l’altro ne aveva commissionato il restauro, ritrae l’opera prima dei restauri e permette di ammirarne da vicino tutti i particolari.

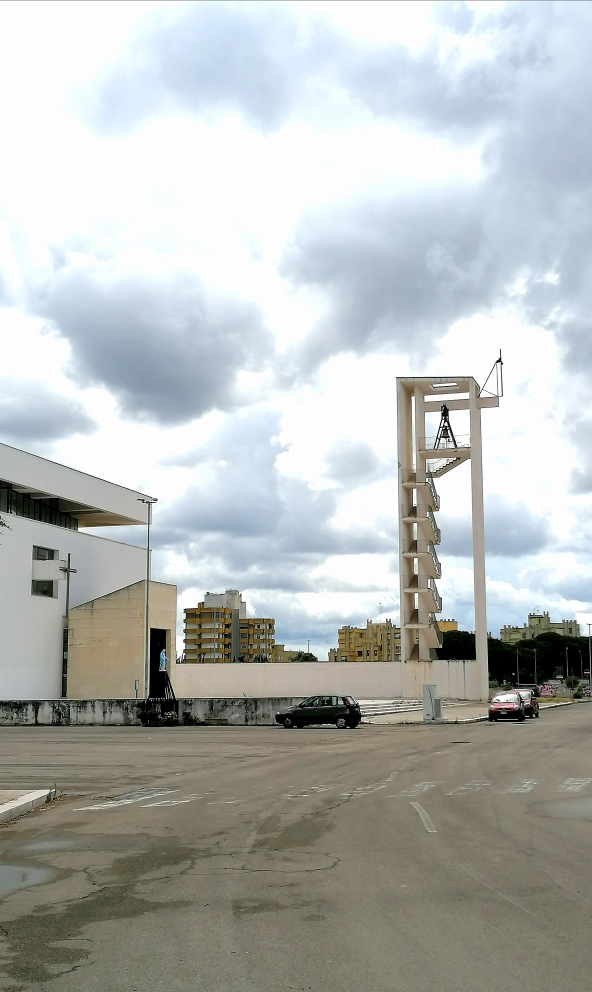